# Виник Велики
Виник Велики је мало ненасељено острво у хрватском делу Јадранског мора, у акваторији општине Муртер-Корнати у групи од 14 острва и острвца око северозападне половине острва Муртера.
Острвце се налази у шибенском архипелагу западно од Тегине, између Муртера и Тегине. Површина острвца износи 0,189 км². Дужина обалске линије је 1,67 км.. Највиши врх на острву је висок 22 метра.